# 约翰·亨特 (外科医生)
约翰·亨特（1728年2月13日—1793年10月16日）是一位苏格兰外科医生，1767年当选英国皇家学会会士，1787年获科普利獎章。